# Podgrupa
U teoriji grupa, za podskup H neke grupe G s binarnom operacijom * kažemo da je podgrupa ako vrijedi:
- H je također grupa s istom operacijom * (dakle s obzirom na binarnu operaciju * je zatvorena, asocijativna, ima  neutral i  inverz)

To se obično označava s označava s {\displaystyle H\leq G}, i čita "H je podgrupa od G".

## Klasifikacija podgrupa

### Prava podgrupa
Prava podgrupa grupe G je podgrupa H koja je pravi podskup od G (dakle vrijedi {\displaystyle H\neq G}).

### Trivijalna podgrupa
Trivijalnim podgrupama nazivamo:
- samu grupu (ujedno i najveća moguća podgrupa), kada je {\displaystyle H=G}
- skup koji sadrži samo neutralni element; {\displaystyle \{e\}} (najmanja moguća podgrupa).